# پرساکومه‌ای کندویی
پرساکومه‌ای کندویی (Cirrocumulus lacunosus) زیرگونه‌ای از ابر پرساکومه‌ای Cirrocumulus است. 
این زیرگونه از ابر نسبتاً نادر است و به صورت لایه‌ای از ابر با روزنه‌های مدور در درون آن روی می‌دهد. این روزنه‌ها لبه‌هایی ساییده دارند و اغلب به گونه‌ای قرار گرفته‌اند که به صورت شبکه یا کندو دیده می‌شوند.